# Aliaksiej Piatkiewicz
Aliaksiej Piatkiewicz (ur. 30 kwietnia 1931 – zm. 11 marca 2022) – białoruski językoznawca i literaturoznawca.
Ukończył studia z zakresu filologii białoruskiej na Białoruskim Uniwersytecie Państwowym w Mińsku. Od 1957 roku był związany z Uniwersytetem Grodzieńskim. Uzyskał stopień kandydata nauk filologicznych (1963) i profesora (1994). Był autorem 527 publikacji i 16 książek o tematyce kulturologicznej, językoznawczej, literaturoznawczej i krajoznawczej. Kierował grodzieńskim oddziałem Towarzystwa Języka Białoruskiego, był członkiem Związku Pisarzy Białoruskich, a także współpracował także z Związkiem Polaków na Białorusi.